# 蘇嘉嫻
蘇嘉嫻（1999年9月27日—）為臺灣女子籃球運動員，現效力於台元女籃。蘇嘉嫻就讀三興國小五年級時被前女籃國手陳怡儒挖掘而踏上籃球路，就讀實踐國中時在陣中主打中鋒位置，國三打過前鋒，升上滬江高中一年級先主打中鋒，高二轉型為前鋒，大學進入世新大學就讀，大四在UBA女子組冠軍賽繳出16分助隊完成UBA三連后，個人獲選冠軍賽MVP。

## 外部連結
- 蘇嘉嫻在archive.fiba.com（archived）（英语）
- 蘇嘉嫻在Eurobasket.com（球員）（英语）